# Болије су ла Рош
Болије су ла Рош (фр. Beaulieu-sous-la-Roche) насеље је и општина у западној Француској у региону Лоара, у департману Вандеја која припада префектури Сабл д'Олон.
По подацима из 2011. године у општини је живело 2.075 становника, а густина насељености је износила 81,47 становника/km². Општина се простире на површини од 25,47 km². Налази се на средњој надморској висини од 5568 метара (максималној 69 m, а минималној 20 m).

## Демографија
| 1962. | 1968. | 1975. | 1982. | 1990. | 1999. | 2011. |
| ----- | ----- | ----- | ----- | ----- | ----- | ----- |
| 1.219 | 1.261 | 1.303 | 1.482 | 1.632 | 1.727 | 2.075 |